# 津軽冨士節三
津軽冨士 節三（つがるふじ せつぞう、1926年4月28日 - 没年不明 ）は、青森県青森市出身で高島部屋に所属した元大相撲力士。本名は島田 節三（しまだ せつぞう:旧姓工藤）。身長170cm、体重79kg。最高位は西十両13枚目。得意技は押し。

## 来歴
1942年1月場所に「野嵜川」の四股名で初土俵を踏む。1943年5月場所で「津軽冨士」に改名した。1948年5月場所に新十両。この場所は3勝8敗の成績に終わった。その後十両返り咲きを目指したがそれもかなわず、幕下で2年取った後1950年9月場所廃業した。
廃業後は料理の道に進み、三菱電機のコックを勤めながら勉学に励み、大阪経済大学に入り、1962年に卒業した。

## 主な成績
- 通算成績：68勝81敗20休  勝率.456
- 十両成績：3勝8敗  勝率.273
- 現役在位：20場所
- 十両在位：1場所

### 場所別成績
| 1942年 （昭和17年） | （前相撲）         | 新序 3–0              | x                        |
| 1943年 （昭和18年） | 東序二段43枚目 1–7 | 東序二段62枚目 4–4    | x                        |
| 1944年 （昭和19年） | 東序二段44枚目 7–1 | 西三段目39枚目 3–2    | 東三段目19枚目 3–2       |
| 1945年 （昭和20年） | x                  | 西幕下25枚目 2–3      | 東幕下28枚目 3–2         |
| 1946年 （昭和21年） | x                  | 国技館修理 のため中止 | 西幕下14枚目 3–4         |
| 1947年 （昭和22年） | x                  | 東幕下24枚目 4–1      | 西幕下6枚目 4–2          |
| 1948年 （昭和23年） | x                  | 西十両13枚目 3–8      | 西幕下3枚目 1–5          |
| 1949年 （昭和24年） | 西幕下11枚目 8–4   | 西幕下筆頭 3–7–5      | 西幕下8枚目 2–13         |
| 1950年 （昭和25年） | 西幕下23枚目 8–7   | 東幕下19枚目 6–9      | 西幕下24枚目 引退 0–0–15 |
| 各欄の数字は、「勝ち-負け-休場」を示す。 優勝 引退 休場 十両 幕下 三賞：敢=敢闘賞、殊=殊勲賞、技=技能賞 その他：★=金星 番付階級：幕内 - 十両 - 幕下 - 三段目 - 序二段 - 序ノ口 幕内序列：横綱 - 大関 - 関脇 - 小結 - 前頭（「#数字」は各位内の序列） |                    |                       |                          |

## 改名歴
- 野嵜川（のざきがわ）1942年1月場所 - 1943年5月場所
- 津軽冨士 節三（つがるふじ せつぞう）1944年1月場所 - 1950年9月場所